# Vogelsangmühle (Poysdorf)

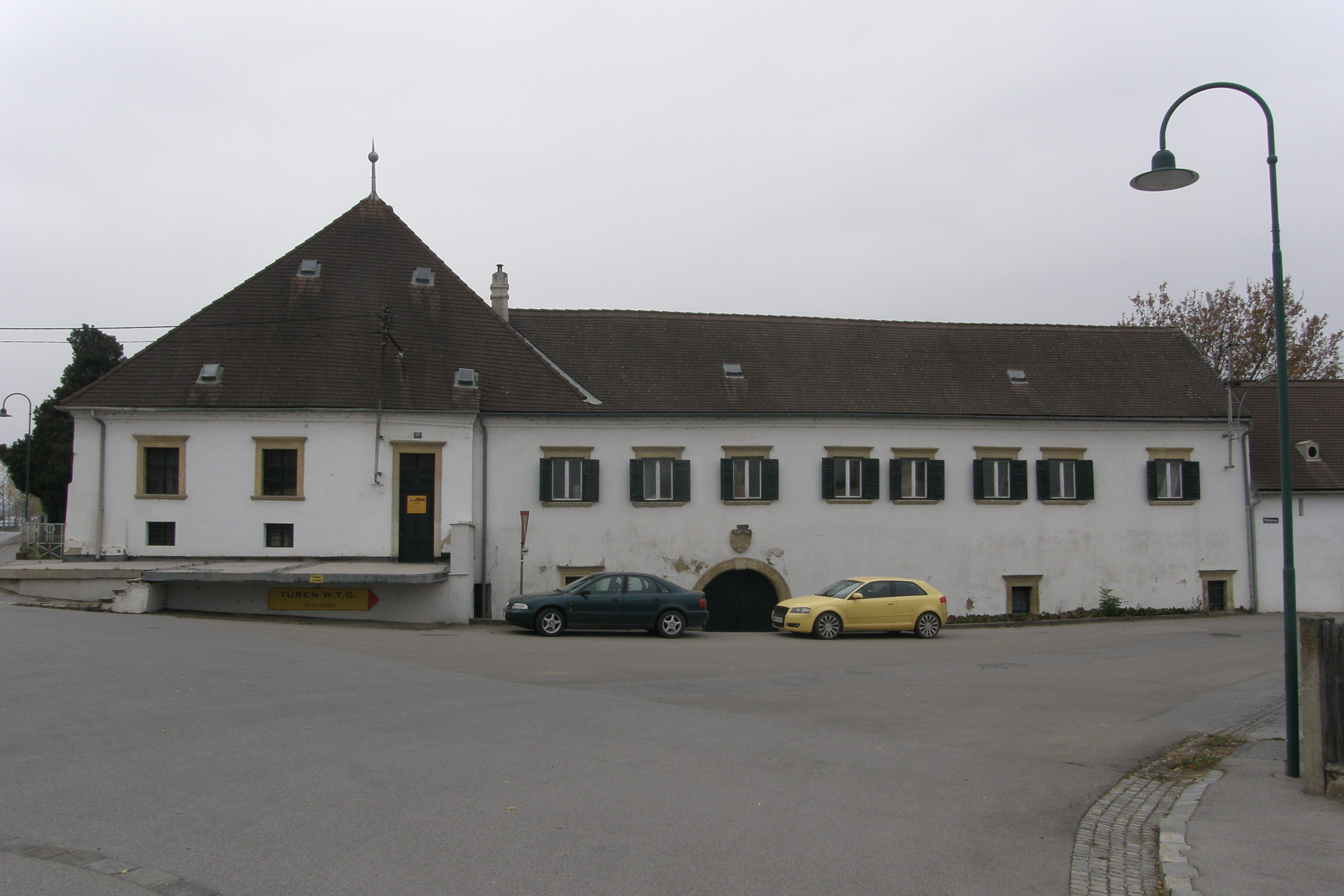
Die Vogelsangmühle in Poysdorf

Die Vogelsangmühle (auch: Voglsangmühle) ist eine ehemalige Wassermühle am westlichen Ortsende von Poysdorf in Niederösterreich.  Der stattliche dreiflügelige Renaissancebau umschließt einen rechteckigen Hof. Der Bau, der im Kern aus dem Jahr 1589 stammt und vermutlich zum Schloss Poysbrunn gehörte, steht unter Denkmalschutz (Listeneintrag). Die Mühle war bis in die Nachkriegszeit in Betrieb. In jüngerer Zeit wurde das Gebäude von den Besitzern restauriert und erweitert.

## Geschichte
Wegen seines ursprünglichen  Verwendungszweckes als Mühle wurde das Anwesen am Ufer des Poybaches erbaut. 1437 wird erstmals ein Freihof an dieser Stelle urkundlich genannt. Besitzer sind die Liechtensteiner und die Fünfkircher. Ab 1596 scheint die Familie Frosch auf, von 1630 bis 1711 die Familie von Mangen. Ab 1767 diente der Hof als Herrensitz der Familie Trautson. Johann Wilhelm, der letzte Trautson, ließ diesen großzügig ausbauten und über der Einfahrt sein Wappen mit Fürstenhut anbringen. 1813 ist Ferdinand Pointner als Besitzer urkundlich nachgewiesen. In jenem Jahr verkaufte Pointner das Anwesen an Franz Vogelsang, dessen Namen es seitdem trägt. Der Mühlenbetrieb wurde bis in die zweite Hälfte des 20. Jahrhunderts aufrechterhalten. Das Gebäude wird heute von den Nachkommen Vogelsangs bewohnt und kann nur von außen besichtigt werden.

## Beschreibung
Die Laaer Straße wurde im Laufe der Zeit immer wieder erhöht. Dadurch ist die straßenseitige Fassade mit dem ehemaligen Erdgeschoß unter der Erde und macht heute einen versunkenen Eindruck. Quer zur Laaer Straße befindet sich eine lange, geknickte, zweigeschoßige Fassade mit angeböschter Kante und Walmdach, Rechteckfenstern in Steingewänden mit profilierten Stützen und gekehlten, gebauchten Sohlbänken. Das Rundbogentor hat eine Steinrahmung, die im Keilstein die erneuerte Datierung 1589 trägt, mit einer Wappenkartusche mit dem Wappen der Trautsons. Gegen die Laaer Straße stehen zwei Erker. Einer davon ist übergiebelt, der andere hat ein Glockendach. Die Fensterrahmungen in diesem Bereich stammen vom Ende des 18. Jahrhunderts. Im Hof befinden sich an zwei Seiten Säulenarkaden mit Rund- und Segmentbögen in zwei Geschoßen. Die Gänge sind kreuzgratgewölbt und haben Hängezapfen. Die Räume im Erdgeschoß haben Kreuzgrat- und Stichkappentonnengewölbe. In einem Obergeschoßraum befindet sich ein querrechteckiges Muldengewölbe mit Stichkappen und einem Spiegelfeld mit Roll- und Beschlagwerk.